# François-Joseph-Gaston de Partz de Pressy
Pour les articles homonymes, voir Partz de Pressy.
François-Joseph-Gaston de Partz de Pressy, né le 22 septembre 1712 à Esquire et mort le 8 octobre 1789, est un prélat français, évêque de Boulogne de 1742 à 1789.

## Biographie
François-Joseph-Gaston de Partz de Pressy, né le 22 septembre 1712 à Esquire, est fils de François-Joseph de Partz, marquis d'Esquire, et de Jeanne Elisabeth de Beaufort. Il est donc issue d'une famille noble originaire de Belgique.
François-Joseph de Pressy étudie à Paris, au collège des Quatre-Nations entre 1722 et 1730. Il reçoit la tonsure le 21 septembre 1725, à l'âge de treize ans, en l'église abbatiale Sainte-Marie-aux-Bois de Ruisseauville. Il devient chanoine en la collégiale Saint-Pierre d'Aire en 1728 tout en poursuivant ses études. 
Après ses études aux Quatres-Nations, il étudie au Grand-Séminaire de Saint-Sulpice. Il devient vicaire général de Boulogne auprès d'Augustin-César d'Hervilly de Devise à vingt-six ans, les jansénistes dénoncèrent alors ses pratiques et son attachement à la bulle Unigenitus. En mars 1742, il devient abbé de Clairfay puis il est nommé évêque de Boulogne en décembre 1742. Il est sacré le 11 août 1743 par Louis François Gabriel d'Orléans de La Motte et prête serment en la chapelle de Fontainebleau le 10 octobre 1743. Il devient ensuite abbé commendataire de l'abbaye Notre-Dame de Ham en 1745.
Il modifie quelque peu les statuts synodaux e son diocèse, notamment en diminuant l'âge minimal requis aux femmes pour servir un prêtre à quarante ans, en autorisant les prêtres à prêcher hors de leur paroisse et supprimant l'interdiction de l'usage du tabac en poudre. Il recommande aussi la lecture du Pastoral de saint Grégoire et de Charles Borromée, des Œuvres spirituelles de François de Sales et de Louis de Grenade. Il supprime, concernant la prédication, la recommandation des œuvres d'Antoine Godeau, y préférant celles de Claude Joli. En 1769, il conseille au jeune Benoît-Joseph Labre d'entrer à la Chartreuse de Neuville.
Évêque très zélé, il visite son diocèse, il sert les pauvres et publie quelques ouvrages, notamment un catéchisme et des manuels destinés aux écoles. 
Il resta évêque de Boulogne et abbé de Ham jusqu'à sa mort, un an avant la suppression de son siège épiscopal.

### Source
- Abbé Eugène Van Drival, Histoire des évêques de Boulogne, Boulogne-sur-Mer, 1852, p. 208-232.